# ماغي ما
ماغي ما (بالألمانية: Maggie Ma)  (و. 1982  م) هي ممثلة، وممثلة أفلام كندية، ولدت في فانكوفر.
.

## وصلات خارجية
- ماغي ما على موقع IMDb (الإنجليزية)
- ماغي ما على موقع ألو سيني (الفرنسية)
- ماغي ما على موقع أول موفي (الإنجليزية)
- ماغي ما على موقع قاعدة بيانات الفيلم (الإنجليزية)
- ماغي ما على موقع كينوبويسك (الروسية)